# Elektrotechnický obzor (časopis)
Elektrotechnický obzor byl první český elektrotechnický časopis. Začal vycházet ještě před první světovou válkou a jeho vydávání skončilo v roce 1991. Elektrotechnický obzor (EO) vyšel poprvé 19. ledna 1910, jeho vydavateli byli učitelé Odborné školy elektrotechnické v Praze Ing. J. Horký a Ing. V. Macháček.

## Historie
Od počátku se časopis věnoval všem elektrotechnickým oborům, nejen silnoproudé elektrotechnice, ale i slaboproudé elektrotechnice a osvětlování. Náklad se pohyboval okolo 1 200 výtisků. V první polovině roku 1915 vycházel EO jako týdeník, v rozsahu osmi stran, na novinovém papíře. Od poloviny roku 1915 až do roku 1918 bylo vydávání vzhledem k událostem první světové války přerušeno. První číslo obnoveného EO vyšlo na začátku října 1918, časopis řídila redakční rada, jejímž předsedou byl známý elektrotechnik prof. Vladimír List. V roce 1919 byl založen Elektrotechnický svaz československý (ESČ) a ten počátkem roku 1923 časopis odkoupil. Elektrotechnický obzor se stal svazovým časopisem a informoval i o svazovém dění. V roce 1924 vycházel časopis stále jako týdeník v rozsahu 16 stran. Rozsah slaboproudých témat se postupně zvětšil natolik, že byla v časopise založena nová sekce Slaboproudá hlídka a od roku 1936 vycházel samostatný časopis Slaboproudý obzor. Do něho se přesunuly články věnované slaboproudé elektrotechnice (radiotechnice). Během druhé světové války bylo vydávání přerušeno krátce v roce 1941 a na jaře roku 1945. Od roku 1952 vycházel EO definitivně jako měsíčník. Po většinu této doby s typickou oranžovou titulní stranou. Náklad běžně přesahoval 3 000 výtisků. V poválečném období rozmachu těžkého průmyslu, včetně elektrotechniky se dosavadní rubrika Praxe z časopisu Elektrotechnický obzor osamostatnila jako časopis Elektrotechnik, který vycházel od července 1946 jako měsíčník. Osamostatněním některých témat vznikly také časopisy Energetika (od roku 1951) a Sdělovací technika (od roku 1953). Po zrušení ESČ vycházel EO od ročníku 1951 v Technickém vydavatelství, v roce 1952 v Technicko-vědeckém vydavatelství a od počátku ročníku 1953 ve Státním nakladatelství technické literatury. V polovině roku 1991 vydávání časopisu Elektrotechnický obzor v SNTL skončilo. Vydavatelská práva na Elektrotechnický obzor a Elektrotechnik převzala soukromá firma, která dodnes vydává časopis Elektro  jako následovníka těchto časopisů. Teoretické elektrotechnice, navíc s přesahem do středoevropského prostoru a v angličtině, se věnuje ryze internetový časopis Transaction on electrical engineering .